# Otto von Munthe af Morgenstierne (officer)
 Der er flere personer med dette navn, se Otto von Munthe af Morgenstierne.
Otto Ludvig von Munthe af Morgenstierne (født 9. juli 1792 på Gammelgård på Lolland, død 5. juni 1848 ved Bøffelkobbel) var en dansk officer, bror til Jacob Wilhelm von Munthe af Morgenstierne.
Han var det yngste af stiftamtmand Caspar Wilhelm von Munthe af Morgenstiernes 14 børn. Hans kærlighed til soldaterstanden blev opelsket først af faderen, senere af svogeren, daværende ritmester Christian Høegh-Guldberg, i hvis hus han blev opdraget. Han fik ti år gammel patent som kornet uden anciennitet, indtrådte 1806 i Danske Militærinstitut, udnævntes 1807 til fændrik i fodfolket (uden anciennitet) og afgik først 1809 fra instituttet som sekondløjtnant. Han var 1807 til stede under Københavns belejring 1811 trådte han uden for nummer, stod derefter ved Johann Ewalds (Slesvigske) Jægerkorps, ved Kronens Regiment og endelig ved 3. jyske Infanteriregiment, med hvilket han, der 1812 var blevet premierløjtnant, 1813 stødte til Auxiliærkorpset i Lübeck og deltog i kampene ved Bornhøved og Sehested. Efter at have været i Frankrig fik regimentet garnison i København til 1820, derefter i Aalborg, hvor han blev kaptajn 1823 og major 1839. 1820 blev han kammerjunker. Ved omorganisationen 1842 kom han til 10. Linjebataljon; 1847 blev han oberstløjtnant og chef for 12. Linjebataljon. På denne tid omtaler general C.F. Moltke ham saaledes: "... Har videnskabelig Dannelse og Duelighed til højere Grad. Rider dristigt. Begavet med gode Kundskaber; et mere end almindeligt tænkende Hoved; ret sindig i hele sin Vandel, af koldt personligt Mod, hvorpaa han har givet utvivlsomt Bevis i Slaget ved Sehested 1813."
Ved Treårskrigens udbrud 1848 blev 12. Linjebataljon tildelt avantgarden, netop fordi den bestod af sønderjysk mandskab, og dette tegn på tillid blev ikke svigtet. Såvel i kampen ved Bov som i slaget ved Slesvig viste Munthe af Morgenstierne sig som en omsigtsfuld og tapper fører. Det samme gentog sig under kampene i Sundeved 28. maj og 5. juni; sidstnævnte dag faldt han dødelig såret, da han – stolt til hest – førte sine undergivne frem til angreb på Bøffelkobbel. Han er begravet i Sønderborg.
Han ægtede 4. marts 1837 sin ældste søsters ældste datter, Frederikke de Schouboe (10. juli 1801 i København (?) - 2. januar 1890 på Frederiksberg), datter af norsk statsråd Oluf Borch de Schouboe og Frederikke Kirstine Dorothea von Munthe af Morgenstierne.
Der findes et litografi af hans fald.